# Sergio Gahona
Sergio Alfredo Gahona Salazar (Antofagasta, 15 de septiembre de 1965) es un matrón, licenciado en educación y político chileno, militante de la Unión Demócrata Independiente (UDI). Se desempeñó como intendente de la Región de Coquimbo desde 2010 hasta 2012, bajo el primer gobierno de Sebastián Piñera. Desde marzo de 2022, se desempeña como senador de la República en representación de la Circunscripción 5, Región de Coquimbo, por el período legislativo 2022-2030.
Desde marzo de 2014 hasta marzo de 2018 fungió como diputado de la República en representación del distrito n° 7. Asimismo, desde marzo de 2018 hasta marzo de 2022, ejerció el mismo cargo pero en representación del nuevo distrito n° 5, ambos de la misma región.

## Familia y estudios
Nació el 15 de septiembre de 1965, en Antofagasta, hijo de Sergio Alfredo Gahona Aragón y Ruth Miriams Salazar Alday.
Está casado con Edith Leonor Rivera Hidalgo, con quien es padre de tres hijos: Pablo, Paulina e Isabel.
Egresó de la enseñanza media del Liceo de Hombres de Antofagasta. Continuó sus estudios superiores en la Universidad de Antofagasta, donde obtuvo el título de matrón. Posteriormente, ingresó a la Universidad Católica del Norte (UCN), titulándose de licenciado en educación. Profundizó sus estudios al cursar un magíster en planificación y gestión educacional en la Universidad Diego Portales (UDP) y un magíster en dirección de empresas en la UCN.
Entre 1995 y 2009, fue director del Centro de Formación Técnica e Instituto Profesional (sede Calama) en la Región de Antofagasta y vicerrector de sede de la Universidad Tecnológica de Chile INACAP, sede La Serena.

## Trayectoria política
Es militante de la Unión Demócrata Independiente (UDI). Integró las comisiones de Educación; Trabajo; y Proyectos e Infraestructura del Consejo Regional de Educación.
En las elecciones parlamentarias de 2009, fue candidato a diputado por el distrito n° 7, por el periodo 2010-2014. Obtuvo 15.614 votos, equivalentes al 17,56% del total de sufragios válidos, pero no fue electo.
El 11 de marzo de 2010 fue nombrado como intendente de la Región de Coquimbo, por el presidente Sebastián Piñera. En la intendencia le tocó estar coordinando desde el primer momento en las operaciones de evacuación de la zona costera producto de la alerta de tsunami originada a raíz del sismo 6,9 en la escala de Richter que afectó a la Región de O'Higgins.[cita requerida]
El 12 de noviembre de 2012 presentó su renuncia al cargo de intendente para postular a un cupo en la Cámara de Diputados en las elecciones parlamentarias de 2013. Tres días después el cargo fue asumido por Mario Burlé.

### Diputado
En dichas elecciones parlamentarias, fue elegido como diputado por el distrito n° 7 de la Región de Coquimbo, por el periodo legislativo 2014-2018. Fue electo con 20.507 votos, correspondientes al 23,80% del total de los sufragios válidamente emitidos. Integró las Comisiones Permanentes de Minería y Energía; Salud; Cultura, Artes y Comunicaciones; y Recursos Hídricos y Desertificación. En 2015 se integró a la Comisión Permanente de Gobierno Interior, Nacionalidad, Ciudadanía y Regionalización; y a la de Bomberos.
En las elecciones parlamentarias de 2017, fue reelecto como diputado pero por el nuevo distrito n° 5 de la marina región, por el periodo 2018-2022. Obtuvo la primera mayoría distrital, con 27.332 votos, equivalentes al 11,78% de los sufragios válidos totales. Integró las comisiones permanentes de Salud; Minería y Energía; Régimen Interno y Administración; y Revisora de Cuentas. También, formó parte del Comité Parlamentario de la UDI.
También fue integrante de la Comisión Quinta "De Derechos Humanos, Desarrollo Social y Participación Ciudadana", del Parlamento Andino. Además, presidió los grupos interparlamentarios y chileno-palestino; y chileno-polaco.
Paralelamente, en este periodo, el 28 de diciembre de 2020, asumió como vicepresidente nacional de la UDI, en la directiva presidida por el diputado Javier Macaya, por el periodo 2021-2022.

### Senador
En 2021 inscribió su candidatura al Senado, en representación de su partido, en el pacto «Chile Podemos Más», por la Circunscripción 5, Región de Coquimbo, para el periodo 2022-2030. En las elecciones parlamentarias de noviembre fue electo con 25.751 votos, correspondientes al 10,57% del total de los sufragios válidamente emitidos. Asumió el cargo el 11 el marzo de 2022, pasando a integrar las comisiones permanentes de Medio Ambiente y Bienes Nacionales; y de Obras Públicas.

## Distinciones
El 25 de junio de 2019, recibió la condecoración «Estrella de Belén», entregada por el Estado de Palestina por su trabajo por los derechos humanos, la libertad, solidaridad con el pueblo palestino y el fortalecimiento de las relaciones entre ambas naciones.

## Polémicas

### Acusación de intervencionismo electoral en gremio
Durante las elecciones del Colegio Médico de Chile del año 2020, se le acusó de intervenir en sus elecciones, mediante el envío de un mensaje a médicos,  para incitar a votar por la lista liderada por el doctor Renato Acuña.  En el mensaje, el parlamentario, quien pertenece a la Comisión de Salud de la Cámara de diputados, adjuntó el enlace donde votar, indicando que «si conoces a algún/a Dr./a dile que vote y así rescataremos el Colegio Médico de las manos del Frente Amplio a algo profesional no ideologizado».

## Historial electoral

### Elecciones parlamentarias de 2009
- Elecciones parlamentarias de 2009, candidato a por el distrito 7, Andacollo, La Higuera, La Serena, Paihuano y Vicuña [4]

### Elecciones parlamentarias de 2013
- Elecciones parlamentarias de 2013, candidato a diputado por el distrito 7, Andacollo, La Higuera, La Serena, Paihuano y Vicuña[5]

### Elecciones parlamentarias de 2017
- Elecciones parlamentarias de 2017, candidato a diputado por el distrito 5 (Andacollo, Canela, Combarbalá, Coquimbo, Illapel, La Higuera, La Serena, Los Vilos, Monte Patria, Ovalle, Paihuano, Punitaqui, Río Hurtado, Salamanca y Vicuña)[6]

### Elecciones parlamentarias de 2021
- Elecciones parlamentarias de 2021 para senador por la 5° Circunscripción, Región de Coquimbo.[7]